# Il padre di mio figlio
Il padre di mio figlio (My Baby's Daddy) è un film statunitense del 2004, diretto da Cheryl Dunye.
Il film racconta la storia di tre amici che si divertono quando le loro rispettive fidanzate annunciano di essere incinte.
Il film è stato realizzato con un budget di $12 milioni con un ricavo di $18.490.423

## Trama
I sogni di tre amici d'infanzia: Lonnie, Dominic e G hanno un brusco risveglio quando le loro ragazze rimangono incinte. Lonnie e G hanno figli, Carver e Bruce-Leroy, e Dominic ha una figlia, Jasmine.
Ognuno ha la sua serie di problemi: la ragazza di Lonnie, Rolonda, è più interessata a fare festa che non ad essere una madre; Dominic scopre che la sua fidanzata Mia è lesbica e si è innamorata dell'ostetrica; mentre G, un aspirante pugile, non è in grado di impegnarsi interamente con la sua ragazza XiXi.
Tutti e tre gli uomini, in particolare G e Dominic, sono determinati a continuare con il loro normale modo di vivere, volendo essere anche padri allo stesso tempo. Lonnie è un netturbino tra gli altri lavori part-time, G lavora nel negozio e la famiglia di Xixi corre, e Dominic gestisce un paio di rapper bianchi.
Ma dopo aver momentaneamente perso i loro figli durante una festa, si rendono conto di quanto i loro figli dipendono da loro, e gradualmente diventano padri responsabili. Lonnie si innamora di una donna, madre di una compagna di classe del figlio, di nome Brandy. La ex fidanzata di Dominic si rivela una lesbica, e pensa che la carriera di lui sia troppo importante per lui, per essere coinvolto nella paternità. Il cugino di G, No Buono (Method Man), ruba in un negozio e la per aiutarlo a trovare i rifornimenti per suo figlio e Xixi si sente coinvolta e allontana Bruce-Leroy da lui.
Dopo una discussione dallo zio di Lonnie, tutti e tre si rendono conto di quanto amino i loro figli e di quello che devono fare per riaverli. Lonnie va a casa della sua ex fidanzata e prende suo figlio con sé, criticandola di avere un bambino solo per ottenere i soldi degli alimenti. Dominic va dalla sua ex-fidanzata e le dice di quanto lui ami sua figlia e di come lei debba essere parte della sua vita. Il padre della ragazza di G, gli racconta del suo passato di appartenente a una gang giovanile chiamata "la Triade" prima che nascesse sua figlia, dopodiché si rese conto di quanto la sua famiglia significava per lui, e di fatto propone a G di diventare suo genero.
Alla fine del film si scopre che Lonnie e Brandy si sono sposati con 2 bambini, Lonnie ha anche realizzato il suo sogno di diventare un inventore di successo; Dominic ha cambiato genere di musica e adesso produce album per bambini. G e suo suocero apriranno una palestra di arti marziali e boxe chiamato The Mo Fo Dojo. No Buono, dopo aver conosciuto e studiato gli alimenti biologici in prigione, diventerà un cuoco di successo, in uno show chiamato "The O.G. - The Organic Gangsta" (Il gangster biologico). Infine brindano ai papà dei bambini grandi. Alla fine, si rendono conto che tre piccoli bambini li hanno trasformati in tre uomini adulti.

## Ricezione
Il film ha una percentuale di approvazione del 4% su Rotten Tomatoes sulla base di 51 commenti di cui solo due sono freschi.
In Metacritic, il film ha ricevuto una valutazione di 23/100, che indica "critiche generalmente sfavorevoli".

## Sequel
Le voci di un sequel sono emerse nel 2006 con domande che Anthony Anderson sarebbe tornato. Michael Imperioli e Eddie Griffin hanno negato la loro partecipazione. Method Man è l'unico a bordo del progetto con il suo personaggio "Not Serve" come ruolo principale.
Nel maggio del 2010, Il padre di mio figlio 2: playtime up era un titolo di lavoro, ma è stato cambiato in Il padre di mio figlio 2: No Good viene ad aspettare e il cast di star composto da Method Man, Ice-T e Shawn e Si dice che Marlon Wayans torni. Il regista Cheryl Dunye non ha intenzione di essere coinvolto.